# 埃利科特維爾 (紐約州村)
埃利科特維爾（英語：Ellicottville）是位於美國紐約州卡特羅格斯縣的村。

## 人口
根據2020年美國人口普查的數據，埃利科特維爾的面積為2.16平方千米，當中陸地面積為2.12平方千米，而水域面積為0.04平方千米。當地共有人口284人，而人口密度為每平方千米131人。